# Galeanella
Galeanella es un género de foraminífero bentónico de la subfamilia Galeanellinae, de la familia Milioliporidae, de la superfamilia Soritoidea, del suborden Miliolina y del orden Miliolida. Su especie tipo es Galea tollmanni. Su rango cronoestratigráfico abarca desde el Noriense hasta el Rhaetiense (Triásico superior).

## Discusión
Algunas clasificaciones incluyen Galeanella en la superfamilia Milioliporoidea.

## Clasificación
Galeanella incluye a las siguientes especies:
- Galeanella expansa †
- Galeanella irregularis †
- Galeanella lucana †
- Galeanella panticae †
- Galeanella tollmanni †
- Galeanella variabilis †

Otras especies consideradas en Galeanella son:
- Galeanella bronnimanni †, de posición genérica incierta
- Galeanella minuta †, de posición genérica incierta